# Villa Pizzicato
Villa Pizzicato appartiene alle ville vesuviane del Miglio d’oro di Napoli.
Si trova a San Giorgio a Cremano in via Pittore n.70.
La struttura è attualmente molto malridotta ed è quasi nascosta dagli imponenti edifici moderni che la circondano.
Conserva però alcune tracce dell'originario impianto settecentesco come due antichi pozzi in piperno ed una parte della struttura dell'esedra che portava al giardino in cui oggi sorgono diversi edifici multipiano.
Altre rifiniture barocche sopravvissute ai ripetuti rifacimenti della villa sono alcuni decori in stucco nel cortile e nella terrazza panoramica sul mare in cui sono stati conservati l'angolo modanato e la balaustra in piperno.